# 林裕幸
林 裕幸（はやし ひろゆき、1955年7月7日 - ）は、日本の元アマチュア野球選手（内野手）、野球指導者、監督。右投右打。社会人や独立リーグ・全日本など各カテゴリーの指導者を歴任。2024年から新設の女子野球チームの監督を務める。

## 来歴・人物
佐賀県で生まれ、東京都武蔵野市の吉祥寺で育つ。武蔵野第一中学校卒業後に進学した東海大学付属相模高校では遊撃手として活躍していた。1972年の夏の甲子園では高校2年生でありながら出場したものの、1回戦でエース金本誠吉を擁する中京高校に完封負けを喫した。翌年の県予選準決勝では長内孝らがいた桐蔭学園高校に敗れ、2度目の甲子園への出場を果たすことができなかった。高校同期に三塁手の石井昭男らがいた。
高校卒業後は東海大学に進学して硬式野球部に所属。首都大学野球リーグでも活躍し、1976年の全日本大学野球選手権大会での優勝に貢献した。また、翌年の全日本大学野球でもチームは準優勝に輝いた。在学時には、ベストナインに3回選出されている。
大学卒業後は、1978年に日本石油に入社し、野球部で主力選手となる。1982年のアマチュア野球世界選手権で日本代表として銀メダル獲得に貢献、社会人ベストナインにも選ばれた。1984年に現役を引退した。
その後、1989年から日本石油の監督に就任した。1991年の社会人野球日本選手権と1993年の都市対抗野球では監督としてチームを優勝に導いた。その後は2000年シドニーオリンピックで日本選手団のコーチを務め、2000年から2002年まで再び日石三菱（旧・日本石油）の監督を務めた。
2003年からは千葉黎明高校の野球部監督に就任し、初めて学生野球指導に当たる。2009年まで務めた。のちに横浜DeNAベイスターズの球団職員となり、ジュニアチームのコーチを務めた。
2014年から明治安田生命の監督を務め、2015年にはチーム3年ぶりの都市対抗野球出場を果たす。任期満了に伴い、2017年限りで勇退した。退任にあたり、東京都野球連盟より特別功労賞が贈られた。
社会人野球監督退任後はボーイズリーグ・横浜緑ボーイズの監督を2年間務め、2020年1月24日、このシーズンより新たにベースボール・チャレンジ・リーグに参加した神奈川フューチャードリームスのヘッドコーチに就任することが発表された。同シーズン中、新型コロナウイルスの関連で自宅待機を要した監督の鈴木尚典に代わり、9月4日から8日までの間に行われた3試合については林が代理監督を務めた。
神奈川4年目の2023年シーズン終了後の11月22日、ヘッドコーチを退任することが発表された。
2024年からチーム新設の全府中女子硬式野球倶楽部の監督に就任。初年度は同時期新設の茨城ゴールデンゴールズ女子チームとヴィーナスリーグに合同出場するため、両チームの選手を指揮する。

## 詳細情報

### 背番号
- 77 （2020年 - 2023年）

## 著書
- 野球ピッチング 技術とパワーアップ練習法（2001年5月、西東社、ISBN 978-4791610730）監修
- レベルアップ野球 技術・練習・戦術・科学トレーニング（2001年10月、西東社、ISBN 978-4791610242）監修
- 野球フィールディング・スローイング 技術とパワーアップ練習法（2001年12月、西東社、ISBN 978-4791610778）監修